# Kaneltrast
Kaneltrast (Turdus obsoletus) är en fågel i familjen trastar inom ordningen tättingar.

## Utseende och läte
Kaneltrasten är en stor och färglös trast. Fjäderdräkten är mestadels mellanbrun utan särskilda kännetecken. Näbben är mörk och undergumpen vit. Sången är melodisk och flöjtande med relativt snabba fraser.

## Utbredning och systematik
Kaneltrasten förekommer i södra Centralamerika och nordvästra Sydamerika. Den delas in i tre underarter med följande utbredning:
- Turdus obsoletus obsoletus – förekommer i karibiska sluttningen från Costa Rica till Panama och nordvästra Colombia
- Turdus obsoletus parambanus – förekommer längs Stillahavskusten i Colombia och västra Ecuador
- Turdus obsoletus colombianus – förekommer i västra Andernas östsluttning i Colombia

## Levnadssätt
Kaneltrasten hittas i skog och skogsbryn. Där födosöker den ofta efter frukt i trädtopparna. Arten kan vara rätt skygg.

## Status och hot
Arten har ett stort utbredningsområde, men tros minska i antal, dock inte tillräckligt kraftigt för att den ska betraktas som hotad. Internationella naturvårdsunionen IUCN listar arten som livskraftig (LC). Beståndet uppskattas till i storleksordningen en halv till fem miljoner vuxna individer.